# Inès Neuhaus
Inès Neuhaus, geborene Inès Kargel (* 1970 in Linz) ist eine österreichische Musikerin und Komponistin.

## Leben
Sie erhielt in jungen Jahren eine Ballettausbildung am Bruckner Konservatorium Linz und Unterricht in Klavier, Gitarre und Saxophon. Ihr Schauspielstudium schloss sie 1990 an der Musikhochschule Graz mit Diplom ab, ebenso ihre Studien am Brucknerkonservatorium Linz in den Fächern Musik und Saxophon (1996) sowie Musik & Medientechnologie (1998). An der Musikhochschule Wien absolvierte sie einen Lehrgang für Computermusik und Elektronische Medien. Seit 1999 gehört sie der Künstlervereinigung MAERZ als Mitglied an.
Ihre kompositorische Tätigkeit bewegt sich im multimedialen interdisziplinären Bereich und nimmt besonders Bezug auf Raum und Veranstaltungssituation. Dadurch bestimmen sich die Parameter des jeweiligen Werkes (Performances, Klanginstallationen, Klangtheater sowie Theater- und Filmmusik).
Sie kann auf Aufführungen ihrer Werke in mehreren europäischen Ländern, in Nord- und Südamerika sowie in der Volksrepublik China verweisen. Ebenso auf Auftritte und Tourneen als Jazz- und Rock-Saxophonistin sowie auf die Mitwirkung an Theaterproduktionen, Lesungen, Show-Inszenierungen und Moderationen als Darstellerin und Regisseurin.

## Musikalische und multimediale Projekte (Auswahl)
- Michelle Komposition und Einspielung der Filmmusik zum Kinofilm von Kurt Haspel, Uraufführung bei den Welser Filmtagen, 1994
- Mit Reinhard Fuchs: Nach(t)klänge, Konzertprojekt, Uraufführung am Bruckner Konservatorium Linz, 1995
- InterLab (Multimedia-Installation), 1996
- InterLab Nr. 2 (Multimedia-Performance), Landestheater Linz, 1996
- ||:KUNST: || da capo, CD, 1997[2]
- Mächtig dröhnt der Hämmer Klang Klanginstallation und CD-Produktion zur Ausstellung Bilder zwischen Rost und Glut von Maria Moser, Oberösterreichische Landesausstellung, Scharnstein, 1998
- Kleine Engel Schauspielmusik für die österreichische Erstaufführung des Stücks von Marco Ballani am Landestheater Linz, 1998
- Monogramm/Sonograph oder Der Ton, ein Leben Performance für einen Trompeter, Klangprojektion und bewegte Computergrafik, Radiokulturhaus Wien, 1999
- Februarschatten, Sound Design zur Uraufführung des Stücks von Elisabeth Reichart am Landestheater Linz, 1999
- Spatz Fritz, Schauspielmusik zum Stück von Rudolf Herfurtner am Landestheater Linz, 1999
- Mit Fabian Neuhaus: Utopia, CD, 2003
- Mit Fabian Neuhaus: mono 1/03, 2003[3]

## Ausstellung
- Mit Fabian Neuhaus: Von Hall und Widerhall, Ausstellung als Manor-Preisträger im Museum zu Allerheiligen, 2006[4]

## Auszeichnungen
- Kargel erhielt 1996 einen Talentförderungspreis des Landes Oberösterreich und 1999 einen Kunstförderungspreis der Stadt Linz und war Stipendiatin der Akademie der Künste Berlin.
- Gemeinsam mit Fabian Neuhaus erhielt sie 2006 in Schaffhausen den Manor Kunstpreis.[5]

## Medien
- Anouschka Trocker: Sendereihe Internationale Radiokunst, Klangkunst Buch 6, 2002: Ines Kargel in: ARD-Hörspieldatenbank